# Diócesis de Hereford (antigua)
La diócesis de Hereford (en latín: Dioecesis Herefordensis y en inglés: Diocese of Hereford) fue una circunscripción eclesiástica de la Iglesia católica en el Reino Unido. Se trataba de una diócesis latina, sufragánea de la arquidiócesis de Canterbury. Por el Acta de Supremacía del Parlamento de Inglaterra del 8 de mayo de 1559 fue convertida en la diócesis de Hereford de la Iglesia de Inglaterra.

## Territorio y organización

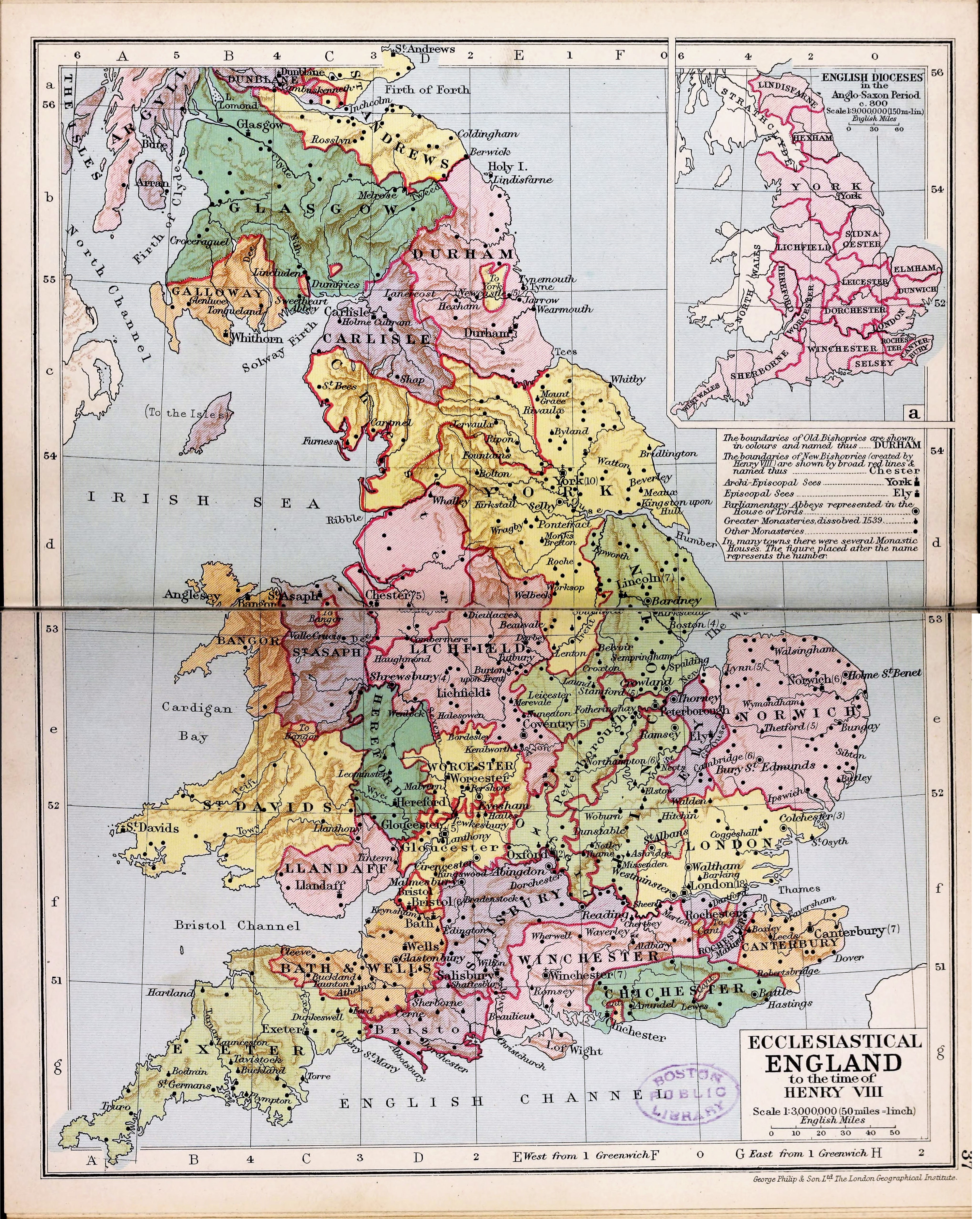
Mapa de las diócesis de Inglaterra

La diócesis extendía su jurisdicción sobre los fieles católicos de rito latino residentes en parte de Inglaterra en el condado de Herefordshire, al sur y al oeste del río Severn y hasta la frontera con Gales al este de Brecon. Originalmente comprendía el Reino de Magonsaete.
La sede de la diócesis se encontraba en la ciudad de Hereford, en donde se halla la Catedral de la Virgen María y San Ethelberto Rey, que desde la Reforma anglicana pertenece a la Iglesia de Inglaterra.

## Historia

Reino de Magonsaete

La diócesis se erigió alrededor del año 676 en el Reino de Mercia a partir de la diócesis de Lichfield (posteriormente llamada Coventry y Lichfield). La diócesis incluía el territorio de los magonsaetanos y permaneció inalterada hasta el siglo XVI, salvo sus límites occidentales, que variaron con los cambios en las fronteras políticas entre Gales y los reinos anglosajones.
La antigua catedral sajona del siglo X fue destruida por un incendio en 1055 y restaurada por el obispo Robert de Losinga (1079-1095). Durante el episcopado de Reynelm (1103-1115), se inició la construcción de una nueva catedral al norte de la antigua; la mayor parte del nuevo edificio estuvo lista a mediados del siglo XII. En el siglo XIV se fundó la Cathedral Grammar School.
El incendio que dañó la catedral en 1055 fue causado por un ataque galés. La respuesta de los anglosajones no se hizo esperar, pero el ataque de 1056 causó la muerte del obispo Leofgar, el último obispo anglosajón, y de muchos otros eclesiásticos.
Roberto de Losinga también fue responsable de la reforma del cabildo catedralicio. Fue él quien estableció la dignidad de archidiácono y elevó el número de canónigos a 28.
Entre los obispos del siglo XII, Roberto de Béthune (1131-1148) destacó especialmente por su labor en la organización de la diócesis: convocó sínodos anuales, erigió decanatos rurales y reformó la estructura parroquial diocesana con la consagración de numerosas iglesias nuevas. Esta última iniciativa fue continuada por su sucesor, Gilbert Foliot (1148-1163). El obispo Roberto Foliot (1174-1186) ha conservado una importante correspondencia con el papa Alejandro III (1159-1181), centrada sobre todo en el matrimonio de clérigos, una práctica bastante extendida en la diócesis.
En la segunda mitad del siglo XIII la diócesis fue gobernada por Tomás de Cantilupe (1275-1285), un renombrado canonista que intentó reformar el cabildo catedralicio, prohibiendo la acumulación de beneficios y limitando el absentismo frecuente. Tuvo conflictos con el arzobispo de Canterbury, John Peckham , quien lo excomulgó. Murió en Roma en 1282, adonde había acudido para defender su causa ante el papa. Es venerado como santo en el martirologio romano (25 de agosto).
En los siglos XIV y XV la diócesis era considerada por los obispos como un trampolín hacia sedes más prestigiosas y ricas, y por lo tanto, gobernada por obispos que no mostraban mucho interés en su sede, donde, además, permanecían solo unos años. Incluso aquellos obispos cuyo episcopado era más duradero solían estar ausentes, al servicio del rey y la corte: John Stanberry (1453-1474) fue el confesor de Enrique VI, Thomas Mylling (1474-1492) fue el tutor real, y Richard Mayew (1504-1516) sirvió como embajador a Enrique VII.

### Reforma anglicana
Luego de que el 23 de marzo de 1534 el papa Clemente VII excomulgara el rey Enrique VIII a causa de su divorcio de Catalina de Aragón, el 3 de noviembre de 1534 el Parlamento de Inglaterra aprobó el Acta de Supremacía de 1534
mediante la cual se declaraba que el rey era «only supreme head in earth of the Church of England, called Anglicana Ecclesia», acto formal mediante el cual la Iglesia católica de Inglaterra entraba en cisma con la Santa Sede, transformándose en una Iglesia nacional independiente. El 18 de diciembre de 1534 aprobó además la Ley de Traición que castigaba con la pena de muerte a quienes no aceptaran el Acta de Supremacía. El Parlamento de acuerdo con Enrique VIII emitió los Seis Artículos en agosto de 1539, por los que se mantuvo la liturgia católica-romana tradicional casi sin cambios en las doctrinas y prácticas de la nueva Iglesia nacional independiente de Inglaterra.
En la diócesis de Hereford fue consagrado obispo Edward Foxe el 26 de septiembre de 1535 ya sin requerir la aprobación papal, sucedido por Edmund Bonner (1538-1539), y John Skypp desde 1539. 
Tras la muerte de Enrique VIII el 28 de enero de 1547 lo sucedió su hijo Eduardo VI. Durante su reinado la Iglesia de Inglaterra llegó a ser teológicamente protestante. En Hereford continuó como obispo John Skypp hasta su fallecimiento en 1552. Fue sucedido por John Harley, nombrado por el rey Eduardo VI el 26 de marzo y consagrado el 26 de mayo de 1553.
Tras la muerte de Eduardo VI el 6 de julio de 1553 ascendió al trono la católica María I Tudor, quien por ley del Parlamento del 12 de noviembre de 1554 derogó el Acta de Supremacía y luego se abolió toda la legislación religiosa aprobada contra el papado a partir de 1529. El obispo John Harley fue depuesto el 15 de marzo de 1554 por estar casado. Robert Wharton fue nombrado como obispo católico el 6 de julio de 1555 y falleció el 22 de septiembre de 1558, siendo el último obispo de Hereford en comunión con el papa. El 17 de noviembre de 1558 falleció la reina María y fue sucedida por Isabel I, quien con otra Acta de Supremacía del 8 de mayo de 1559 restauró la independencia de la Iglesia anglicana y rompió definitivamente con la Santa Sede. Desde entonces la diócesis de Hereford es parte de la Iglesia de Inglaterra y el 15 de julio de 1559 fue nombrado John Scory iniciando la lista de obispos anglicanos de la diócesis de Hereford.

## Episcopologio
- Putta † (676-676/688 falleció)
- Thyrtell † (688-705/710 falleció)
- Torhthere † (710-727/731 falleció)
- Walhstod † (727/731-731/736 falleció)
- Cuthbert † (736 consagrado-741 nombrado arzobispo de Canterbury)
- Podda † (741-747/758 falleció)
- Ecca † (747/758-758/770 falleció)
- Aldberht † (777-781/787 falleció)
- Esne † (781/787-787/788 falleció)
- Ceolmund † (787/788-793/798 falleció)
- Utel † (793/798-801 falleció)
- Wulfheard † (801-822/824 falleció)
- Beonna † (824-825/832 falleció)
- Eadwulf † (825/832-836/839 falleció)
- Cuthwulf † (836/839-857/866 falleció)
- Mucel †
- Deorlaf † (circa 857/866-884/888 falleció)
- Cynemund † (888-888/901 falleció)
- Edgar † (888/901-930/931 falleció)
- Tidhelm † (930/931-937 falleció)
- Wulfhelm of Hereford † (937-937/940 falleció)
- Aelfric † (937/940-951/955 falleció)
- Athulf † (951/955-1012 falleció)
- Aethelstan † (1012-10 de febrero de 1056 falleció)
- Leofgar † (circa marzo de 1056-16 de junio de 1056 falleció)
  - Sede vacante (1056-1061)
- Walter of Lorraine † (15 de abril de 1061 consagrado-1079 falleció)
- Robert de Losinga † (29 de diciembre de 1079 consagrado-26 de junio de 1095 falleció)
- Gerard † (15 de junio de 1096 consagrado-1101 nombrado arzobispo de York)
- Reynelm † (1103-28 de octubre de 1115 falleció)
- Geoffrey de Clive † (26 de diciembre de 1115 consagrado-2 de febrero de 1120 falleció)
- Richard de Capella † (16 de enero de 1121-15 de agosto de 1127 falleció)
  - Sede vacante (1127-1131)
- Robert de Bethune † (28 de junio de 1131-22 de abril de 1148 falleció)
- Gilbert Foliot † (5 de septiembre de 1148-24 de marzo de 1163 nombrado obispo de Londres)
- Robert of Melun † (22 de diciembre de 1163 consagrado-27 de febrero de 1167 falleció)
  - Sede vacante (1167-1174)
- Robert Foliot † (6 de octubre de 1174-9 de mayo de 1186 falleció)
- William de Vere † (10 de agosto de 1186-24 de diciembre de 1198 falleció)
- Giles de Braose † (24 de septiembre de 1200 consagrado-13 de noviembre de 1215 falleció)
- Hugh de Mapenor † (18 de diciembre de 1216 consagrado-circa 13 de abril de 1219 falleció)
- Hugh Foliot † (27 de octubre o 3 de noviembre de 1219 consagrado-26 de julio de 1234 falleció)
- Ralph de Maidstone † (12 de noviembre de 1234-17 de diciembre de 1239 falleció)
- Pierre d'Aigueblanche[nota 2] † (23 de diciembre de 1240 consagrado-27 de noviembre de 1268 falleció)
- John de Breton † (2 de junio de 1269 consagrado-12 de mayo de 1275 falleció)
- Santo Tomás de Cantilupe † (8 de septiembre de 1275 consagrado-25 de agosto de 1282 falleció)[nota 3]
- Richard Swinefield † (7 de marzo de 1283 consagrado-15 de marzo de 1317 falleció)
- Adam Orleton † (15 de mayo de 1317-28 de septiembre de 1327 nombrado obispo de Worcester)
- Thomas Charleton † (28 de septiembre de 1327-11 de enero de 1344 falleció)
- John Trilleck † (15 de marzo de 1344-30 de noviembre de 1360 falleció)
- Lewis Charleton † (10 de septiembre de 1361-24 de junio de 1369 falleció)
- William Courtenay † (17 de agosto de 1369-12 de septiembre de 1375 nombrado obispo de Londres)
- John Gilbert, O.P. † (12 de septiembre de 1375-20 de mayo de 1389 nombrado obispo de Saint David's)
- Thomas Treffnant † (20 de mayo de 1389-26 marzo/12 de abril de 1404 falleció)
- Robert Mascall, O.Carm. † (2 de julio de 1404-22 de diciembre de 1416 falleció)
- Edmund Lacey † (18 de abril de 1417 consagrado-3 de julio de 1420 nombrado obispo de Exeter)
- Thomas Polton † (15 de julio de 1420-17 de noviembre de 1421 nombrado obispo de Chichester)
- Thomas Spofford † (17 de noviembre de 1421-1448 renunció)
- Richard Beauchamp † (4 de diciembre de 1448-14 de agosto de 1450 nombrado obispo de Salisbury)
- Reginald Boulers † (14 de agosto de 1450-7 de febrero de 1453 nombrado obispo de Coventry y Lichfield)
- John Stanberry, O.Carm. † (7 de febrero de 1453-11 de mayo de 1474 falleció)
- Thomas Mylling † (21 de agosto de 1474 consagrado-11 de marzo de 1492 falleció)
- Edmund Audley † (22 de junio de 1492-10 de enero de 1502 nombrado obispo de Salisbury)
- Adriano Castellesi † (14 de febrero de 1502-2 de agosto de 1504 nombrado administrador apostólico de Bath y Wells)
- Richard Mayew † (28 de julio de 1504-18 de abril de 1516 falleció)
- Charles Booth † (21 de julio de 1516-5 de mayo de 1535 falleció)
  - Edward Foxe (25 de agosto de 1535-8 de mayo de 1538 falleció) (obispo cismático anglicano)
  - Edmund Bonner (26 de octubre de 1538-octubre de 1539) (obispo electo cismático anglicano, nombrado obispo de Londres)
  - John Skypp (24 de octubre de 1539-30 de marzo de 1552 falleció) (obispo cismático anglicano)
  - John Harley (26 de mayo de 1553 consagrado-15 de marzo de 1554 depuesto) (obispo cismático anglicano)
- Robert Wharton (Parfew) † (6 de julio de 1555-22 de septiembre de 1558 falleció)
  - Thomas Reynolds † (1558) (obispo electo, recusado por la reina Isabel I)